# Ложнодождевик обыкновенный
Ложнодождеви́к обыкнове́нный, или Склеродерма лимонная (лат. Scleroderma citrinum) — несъедобный гриб-гастеромицет рода Ложнодождевик семейства Ложнодождевиковые.

## Названия
Научные синонимы: в качестве синонимов часто упоминаются Scleroderma aurantium (L.) Pers. 1801 и Scleroderma vulgare  Hornem. 1829.
Биноминальное название Scleroderma citrinum дано в 1801 г. Х. Г. Персоном.
Русские названия: склеродерма обыкновенная, ложнодождевик оранжевый, ложнодождевик лимонный.
Родовое наименование гриба Scleroderma происходит от греческих слов σκληρός (scleros), твёрдый, жёсткий, и δέρμα (derma), кожа; видовой эпитет citrinum — от латинского citrus, цитрус.

## Описание
Плодовое тело диаметром 3—5 (12) см, высотой 3—6 см, клубневидное, яйцевидное или шаровидно уплощённое, на срезе почковидное. Ножка отсутствует. Нижняя часть плодового тела немного суженная, с пучком корневидных мицелиальных волокон.
Перидий однослойный, довольно толстый (2—4 мм), плотнокожистый, усеянный коричневыми чешуйками или рельефными бородавками, иногда трещиноватый, от жёлто-охряного до охряно-коричневого (у зрелых грибов) цвета, при разрезе краснеет. При созревании гриба оболочка разрывается в разных направлениях. Желтоватую окраску грибу придаёт пигмент склероцитрин.
Глеба светлая, желтовато-белая, с возрастом темнеет, начиная с середины плодового тела, до фиолетово-чёрной или чёрной с белыми прожилками; долгое время остаётся плотной, пока при полном созревании гриба не распадается на серовато-желтые стерильные участки и оливково-бурый споровый порошок. У молодых грибов зачастую имеет отчётливый пряный запах (похожий на запах сырого картофеля); вкус не выраженный.
Споровый порошок оливково-бурый, тёмно-коричневый. Споры 7—15 мкм диаметром, шаровидные, с шипами на поверхности и сетчатым орнаментом, чёрно-коричневые.
Цветовые химические реакции: в гидроксиде калия поверхность тёмно-красная.

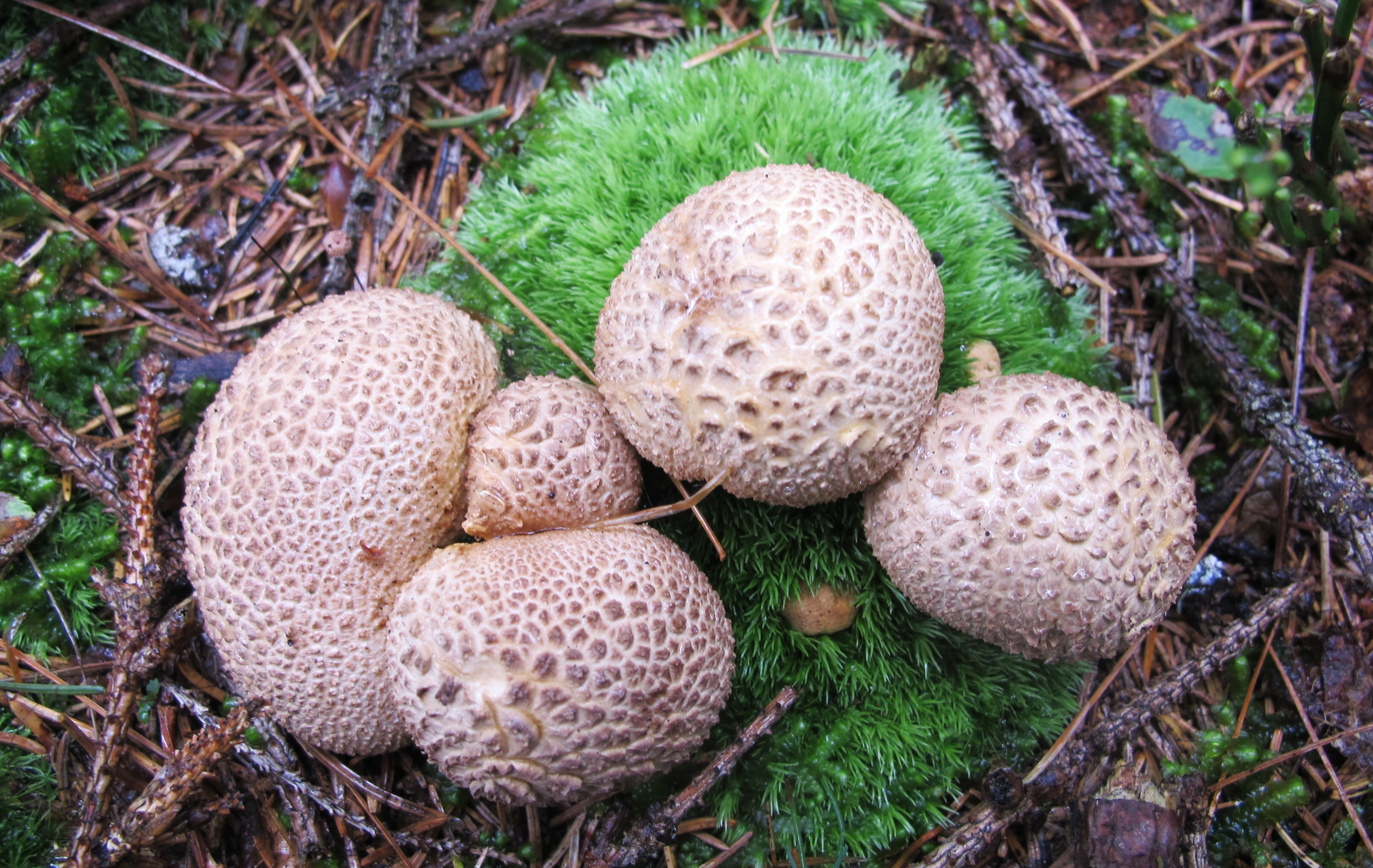
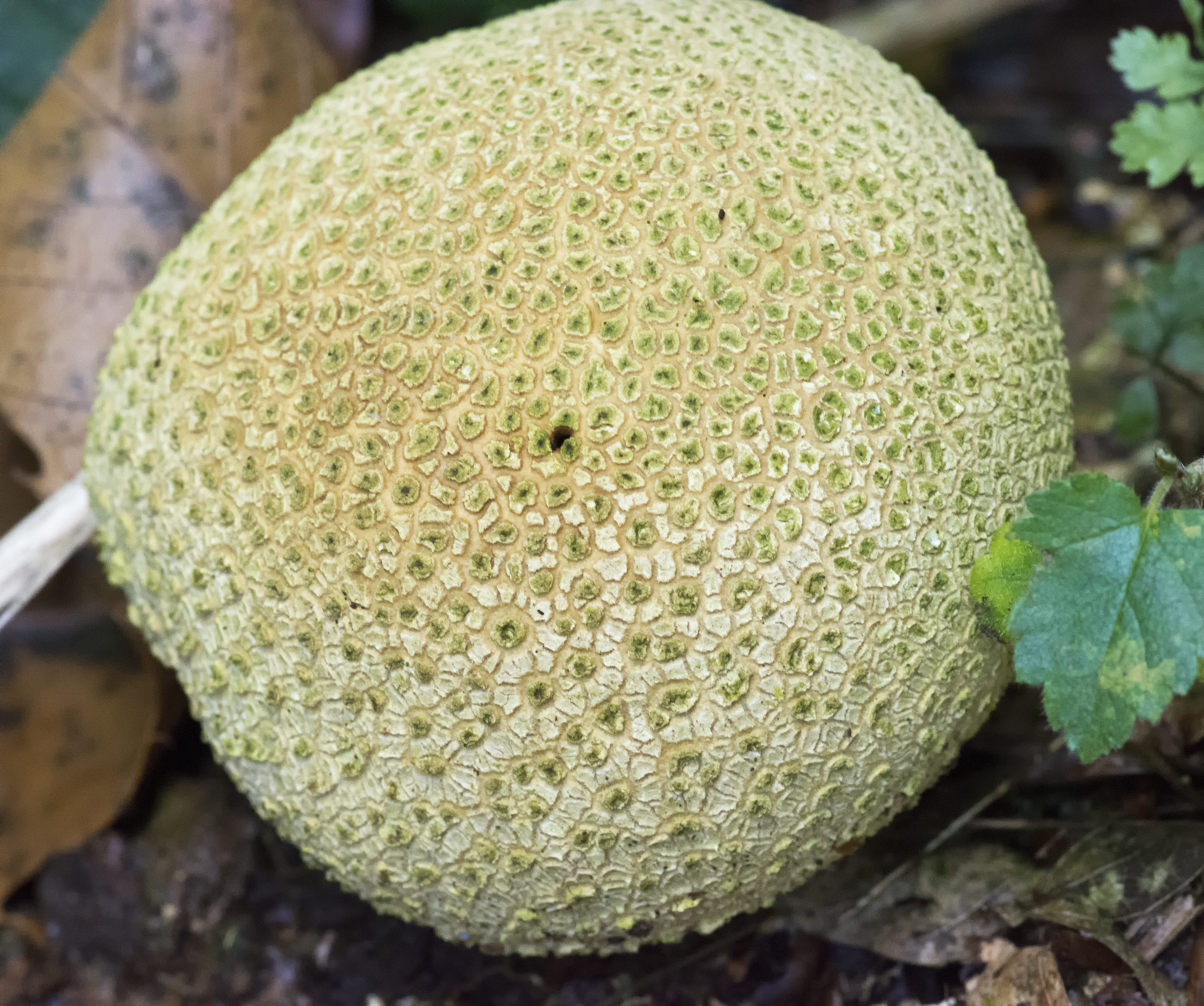
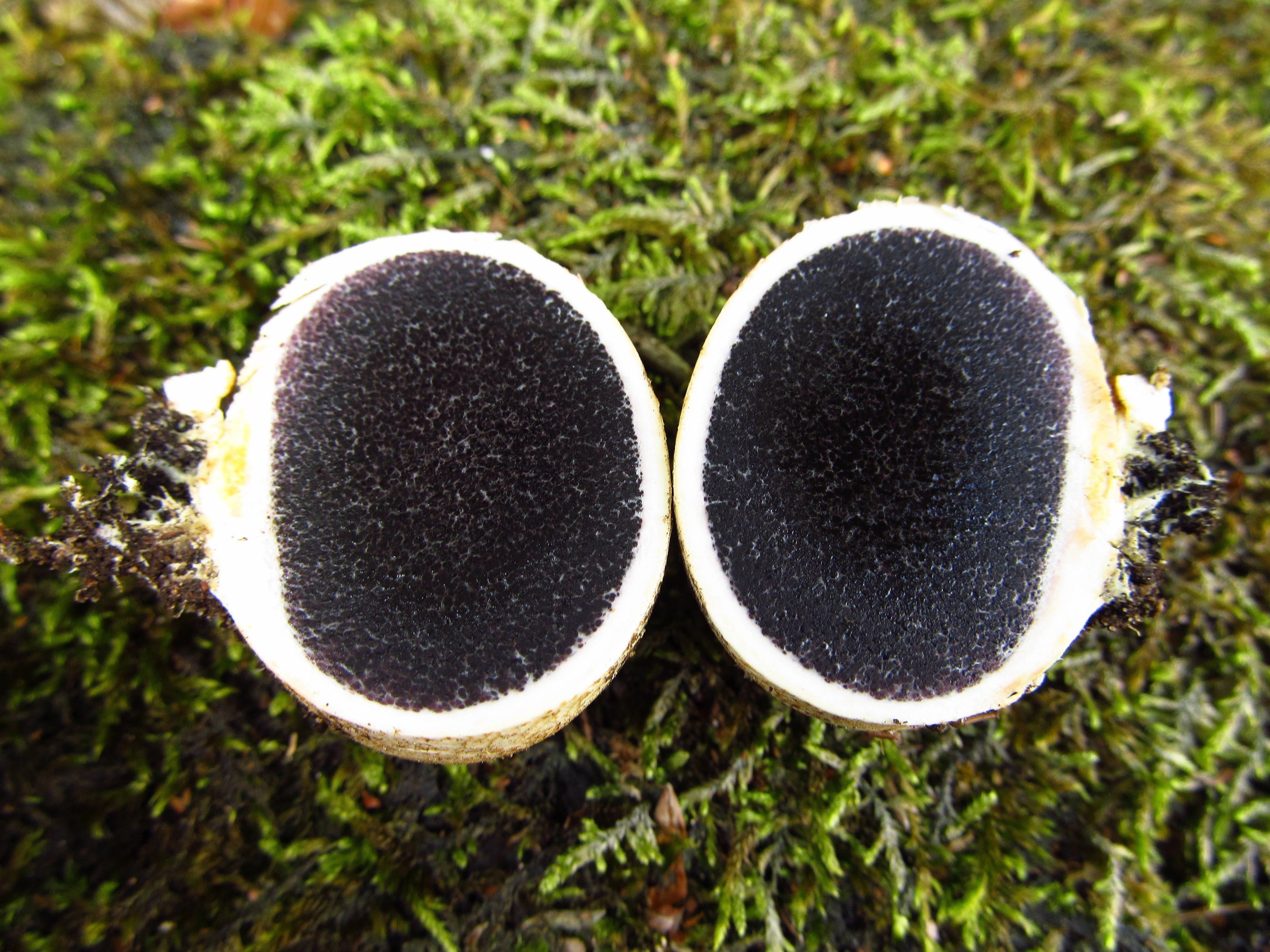
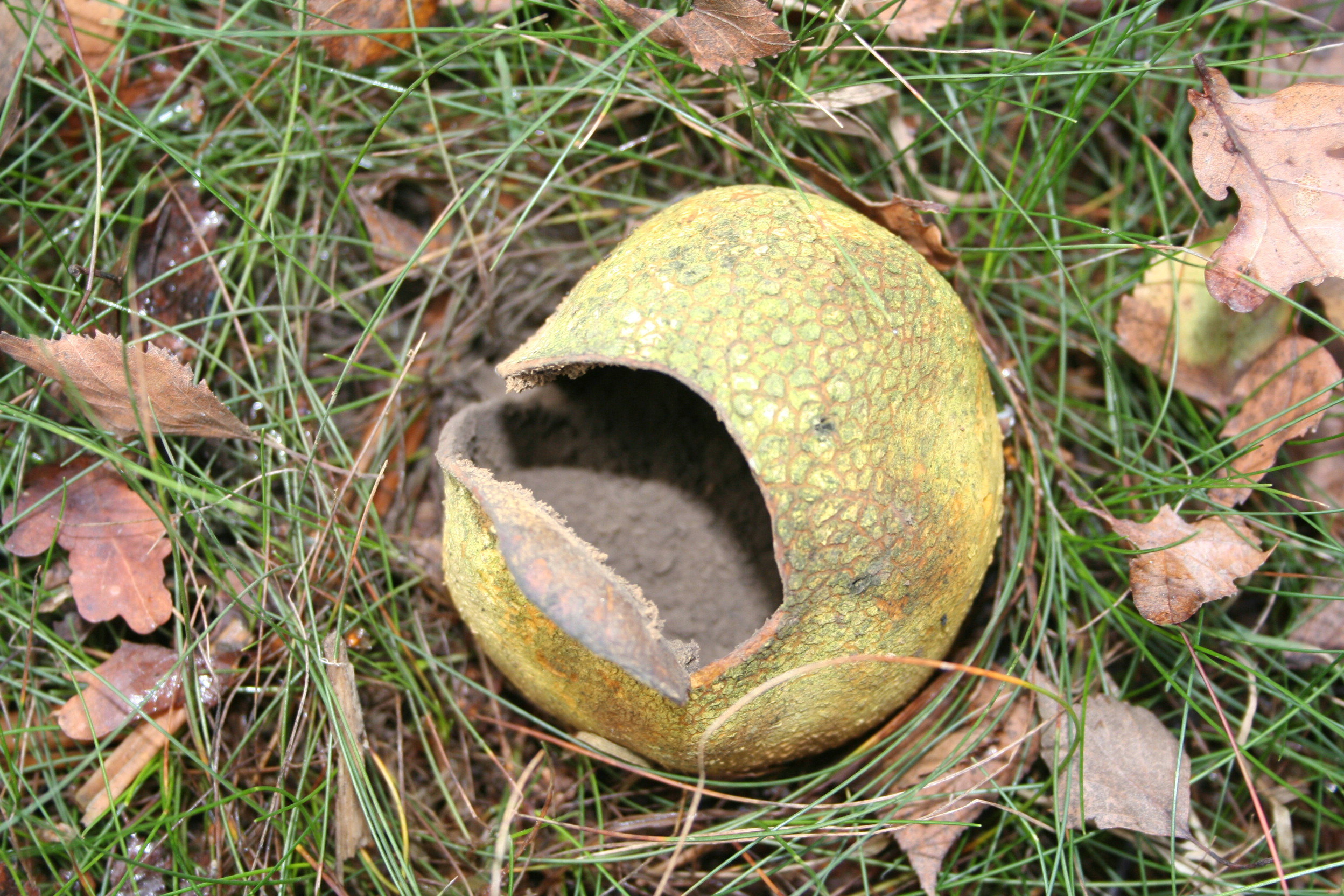

## Экология и распространение
Самый распространённый и обычный из ложных дождевиков. Растёт с июля до середины сентября — начала октября на почве или гнилой древесине в светлых лиственных или хвойных лесах, в молодых посадках, на лугах, полях, на верещатниках, на обочинах дорог и тропинок, на полянах и опушках леса, предпочитая сухие песчаные и галечные почвы. Часто встречается во мху или среди редкотравья. Встречается одиночно и группами. Легко переносит продолжительную засуху.
На плодовых телах Scleroderma citrinum иногда паразитирует моховик Xerocomus parasiticus.
В РФ встречается в Европейской части России, на Северном Кавказе, на Дальнем Востоке.

## Сходные виды
Напоминает некоторые дождевики, отличаясь от них, главным образом, тёмной и жёсткой глебой и отсутствием выраженной ложной ножки. Кроме того, у настоящих дождевиков в перидии после созревания спор образуется отверстие сверху.

### Родственные виды
- Бородавчатая поверхность перидия позволяет отличить Scleroderma citrinum от видов ложнодождевиков с чешуйчатым или ареолированным перидием и шиповатыми спорами, лишёнными сетчатого орнамента (Scleroderma cepa и схожие виды).
- Scleroderma macrorhizon отличается длинной ложноножкой и местом произрастания (этот гриб встречается исключительно на песке, включая песчаные дюны).
- Scleroderma verrucosum и Scleroderma areolatum — менее крупные виды с тонким (до 1 мм) перидием, покрытым чешуйками, и удлинённой ложной ножкой.

## Пищевые качества
Несъедобен, в больших количествах слабо ядовит, вызывает желудочно-кишечное расстройство. Возможна также аллергическая реакция на споры в виде конъюнктивита, ринита и т.д. Однако в молодом возрасте иногда добавляется в пищу в малых количествах, так как вкусом и запахом отчасти напоминает трюфели. Тем не менее гриб не рекомендован к использованию.